# Wolfsonova nemocnice

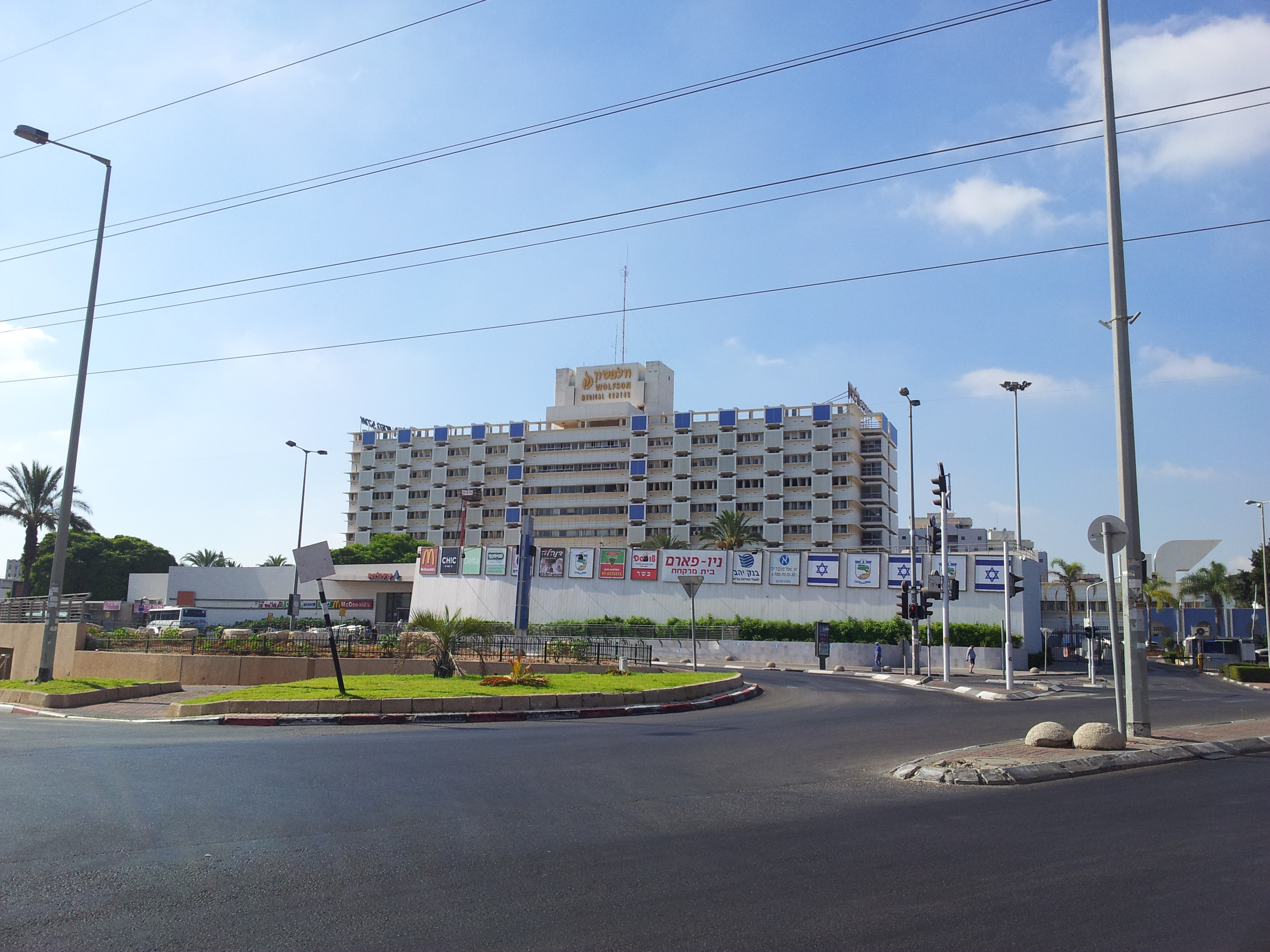
Budova nemocnice

Wolfsonova nemocnice přesněji Nemocnice Edity Wolfsonové (hebrejsky: מרכז רפואי וולפסון‎, Merkaz refu'i Wolfson, oficiálně המרכז הרפואי ע"ש אדית וולפסון, Merkaz refu'i Edit Wolfson, doslova Zdravotní centrum Edity Wolfsonové, anglicky: Wolfson Medical Center) je nemocnice ve městě Cholon v Izraeli.

## Geografie
Leží v nadmořské výšce cca 30 metrů na severozápadním okraji města Cholon nedaleko od jižního okraje Tel Avivu, necelé 2 kilometry od pobřeží Středozemního moře. Na západě a severu ji míjí dálnice číslo 20, za kterou již leží čtvrti Tel Avivu Giv'at ha-Temarim a Neve Ofer. U dálnice stojí roku 2011 zprovozněná železniční stanice Cholon Wolfson na železniční trati Tel Aviv – Bnej Darom.

## Popis
Nemocnice vznikla díky daru nadace Wolfson Family Foundation, kterou zřídil židovský filantrop z Velké Británie Isaac Wolfson. Nemocnice je pojmenována podle jeho ženy Edith Wolfson. Byla otevřena roku 1980. Má víc než 650 lůžek a přes 60 odborných pracovišť. Slouží 120 000 pacientů. Ředitelem nemocnice je Jicchak Berlovic.